# Petteri Orpo
Petteri Orpo (Köyliö, 3 november 1969) is een Fins politicus. Hij is sinds juni 2023 de premier van Finland.

## Biografie
Orpo werd politiek actief in de tijd dat hij studeerde. Hij studeerde economie, en behaalde zijn master politieke wetenschappen aan de universiteit van Turku.
In maart 2007 kwam Orpo namens de Nationale Coalitiepartij in het Finse parlement. In 2014 werd hij verkozen tot minister voor Landbouw en Bosbouw, een positie die hij een jaar bekleedde. Van 2015 tot 2016 was hij minister voor Binnenlandse Zaken. Van 2016 tot 2019 was hij minister van Financiën. Op 20 juni volgde hij Sanna Marin op als premier van Finland.
In juni 2016 werd hij verkozen tot leider van de Nationale Coalitiepartij.

## Persoonlijk
Orpo leeft met zijn familie in Turku. Hij heeft twee kinderen met zijn vrouw, Niina.
- Gemeinsame Normdatei: 1293313262
- International Standard Name Identifier: 0000 0004 9622 0832
- Library of Congress Control Number: n2019065687
- Virtual International Authority File: 401157342860810100009